# Anopheles macarthuri
Anopheles macarthuri este o specie de țânțari din genul Anopheles, descrisă de Donald Henry Colless în anul 1956. Conform Catalogue of Life specia Anopheles macarthuri nu are subspecii cunoscute.